# 渋川郵便局 (群馬県)
渋川郵便局（しぶかわゆうびんきょく）は、群馬県渋川市にある郵便局。民営化前の分類では集配普通郵便局であった。

## 概要
住所：〒377-8799 群馬県渋川市渋川1902-28

## 分室
分室はなし。かつて存在した分室は以下のとおり。
- 保険分室 - 1953年（昭和28年）に廃止。

## 沿革
- 1872年（明治5年） - 渋川郵便取扱所として開設[1]。
- 1875年（明治8年）1月1日 - 渋川郵便局（五等）となる。
- 1879年（明治12年）3月1日 - 為替取扱を開始。
- 1880年（明治13年）2月 - 貯金取扱を開始。
- 1893年（明治26年）2月1日 - 渋川郵便電信局となる。
- 1903年（明治36年）4月1日 - 通信官署官制の施行に伴い渋川郵便局となる。
- 1950年（昭和25年）2月26日 - 北群馬郡渋川町新町に、保険分室を設置[2]。
- 1953年（昭和28年）3月16日 - 保険分室を廃止[3]。
- 1956年（昭和31年）11月1日 - 電話通話および和文電報受付事務の取扱を開始。
- 1958年（昭和33年）11月 - 局舎新築落成。
- 1986年（昭和61年）8月 - 局舎新築。
- 1991年（平成3年）10月1日 - 外国通貨の両替および旅行小切手の売買に関する業務取扱を開始。
- 2007年（平成19年）10月1日 - 民営化に伴い、併設された郵便事業渋川支店に一部業務を移管。
- 2012年（平成24年）10月1日 - 日本郵便株式会社発足に伴い、郵便事業渋川支店を渋川郵便局に統合。

## 取扱内容
- 郵便、印紙、ゆうパック、内容証明
- 貯金、為替、振替、振込、国際送金、国債、投資信託
- 生命保険、バイク自賠責保険、自動車保険、変額年金保険、がん保険、引受条件緩和型医療保険
- ゆうちょ銀行ATM
- 「377-00xx」区域（渋川市（合併以前からの渋川市域、旧勢多郡北橘（きたたちばな）村域））の集配業務
- ゆうゆう窓口

## 風景印
- 図案は『榛名山系』・『利根川』・市の花『アジサイ』・『へそ祭り』
- 使用開始日は2001年（平成13年）6月1日

### 過去の風景印
- 1986年（昭和61年）7月25日 - 2001年（平成13年）5月31日
  - 図案は『榛名山系』・『利根川』・市の花『アジサイ』・『創作こけし』

## 周辺
- 羽鳥薬局

## アクセス
- JR上越線・吾妻線 渋川駅から北西へ約500m（徒歩約10分）
- 渋川市営バス・関越交通バス 渋川郵便局前停留所下車
- 関越自動車道 渋川伊香保ICから北へ約2.5km
- 群馬県道33号渋川松井田線（上毛三山パノラマ街道）沿い
- 駐車場あり：12台